# Persona-based design

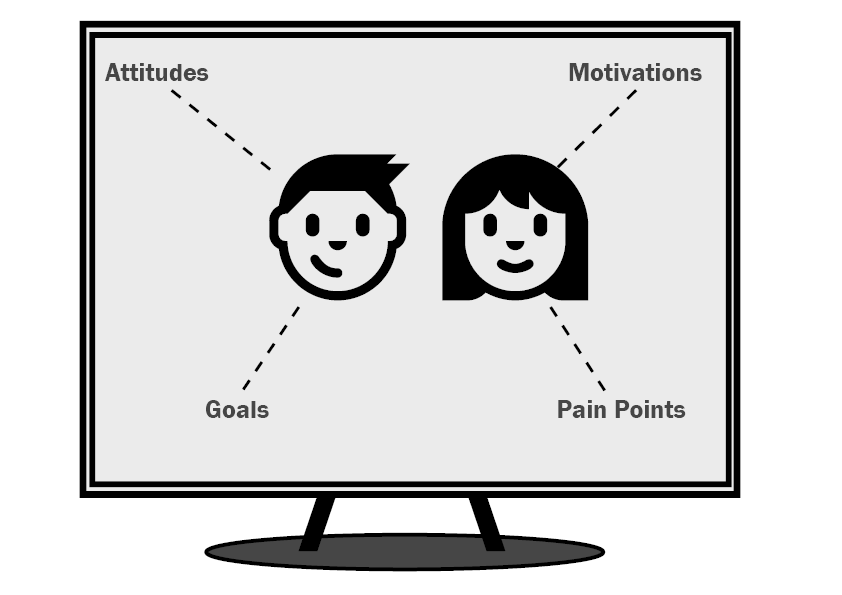
Persona Based Design

Persona-based design ist eine von Bryan und Jeffrey Eisenberg entwickelte Webdesign-Systematik, die eine konsequente Ausrichtung einer Website an den Bedürfnissen ihrer Nutzer in den Mittelpunkt stellt. Sie überträgt die bereits von Alan Cooper eingeführte Verwendung von Personas in der Mensch-Computer-Interaktion auf das Webdesign.
Im Gegensatz zur Beobachtung des Verhaltens realer Nutzer in der Usability-Forschung setzt persona-based design auf die Abbildung typischer Nutzer durch die Entwicklung einer für die jeweilige Nutzergruppe stellvertretenden Persona.

## Zielsetzung
Für den Betreiber einer Website stellt persona-based design ein Mittel zur Erreichung der selbst gesetzten Ziele für die Website dar. In einem kommerziellen Umfeld gehört zu diesen Zielen zum Beispiel der Vertrieb von Produkten über das Internet. Durch die bessere Ausrichtung an den Kundenbedürfnissen soll in diesem Fall somit eine Absatzsteigerung erreicht werden. Dennoch kann persona-based design auch im nicht-kommerziellen Umfeld Anwendung finden. So etwa bei der Ausrichtung von Blog-Inhalten oder von Informationen öffentlicher Einrichtungen.

## Personas
Unter einer Persona wird das Profil eines typischen Nutzers verstanden, das durch Befragung der realen Nutzer, oder durch Abbildung von statistischen Häufungen in den vorhandenen Kundendaten ermittelt wird. In der Regel werden mehrere Personas entwickelt, die jeweils unterschiedliche Nutzersegmente repräsentieren. Im Gegensatz zur Segmentierung wird jede Persona außer durch demo-, sozio- und psychographischen Charakteristiken fiktiv auch durch einen Namen, ein Foto einen persönlichen Hintergrund beschrieben.

## Umsetzung
Bei Projekten, in denen persona-based design Anwendung findet, wird die Website im Design-Prozess gezielt auf die vermuteten Bedürfnisse der generierten Personas ausgerichtet. So ist sichergestellt, dass die grundlegenden Anforderungen der Hauptnutzergruppen weitestgehend erfüllt werden.